# 伊藤史隆のOn-site RADIO
『伊藤史隆のOn-site RADIO』（いとうしりゅうのオンサイト・レイディオ）は、2016年3月28日から2020年9月28日まで朝日放送ラジオ（ABCラジオ）で放送されていた情報番組。朝日放送テレビ（ABCテレビ）アナウンサー・伊藤史隆の冠番組である。生放送番組で、放送時間は毎週月曜日の17:00 - 17:25 （JST）。

## 概要
放送時点で注目度の高い話題の内幕を「On-site」と称して、当事者へのインタビューや、ゲストパートナー（主に女性）とのフリートークを通じて、リスナーを「On-site」に誘う趣向を講じていた。
全編生放送のため、直近の主なニュースを前半で伝えてから、後半にメインコーナーの「On-site REPORT」を放送。伊藤がアナウンサーとして長年携わっているスポーツ・演芸分野の話題を「On-site」として取り上げることや、「On-site」の当事者が電話で出演することや、伊藤による事前収録のインタビュー音源を流すこともあった。また、エンディングには、伊藤が選んだ楽曲を月替わりで放送していた。
伊藤は1985年に朝日放送（当時）へ入社した後に、1987年からスポーツ中継の実況・リポートを主に担当。その一方で、2011年10月から3年間は、スポーツの担当を離れて『キャスト』（ABCテレビ平日夕方の報道・情報番組）の初代メインキャスターを務めていた。『キャスト』のメインキャスター勇退・スポーツアナウンサーとしての活動再開1年後から、『キャスト』月曜分と放送時間の重なる当番組のナビゲーターに起用。この起用がきっかけで、2017年度以降のプロ野球オフシーズンには、月曜以外の平日に『伊藤史隆のラジオノオト』（ABCラジオの生ワイド番組）のパーソナリティも担当している。ちなみに、『ラジオノオト』のレギュラーパートナーやゲストパートナーには、当番組でゲストパートナーに迎えていた人物（谷口真由美・笑福亭松喬 (7代目)・白井文など）からも起用されている。
なお、伊藤がスポーツや『ラジオノオト』関連の取材などでスタジオに登場できない場合には、他のアナウンサー（主に北村真平）がスタジオ進行を担当。伊藤も滞在先から一部の時間帯に電話で出演していたため、番組のタイトルを変えずに放送していた。その一方で、伊藤が実況陣に名を連ねる全国高等学校野球選手権大会（2020年のみ甲子園高校野球交流試合）の中継期間（8月上 - 中旬）や、『ABCフレッシュアップベースボールスペシャル』として阪神タイガースのデーゲーム中継を編成する祝日には、あらかじめ放送を休止していた。
2020年10月改編で『ウラのウラまで浦川です』（伊藤の後輩アナウンサー・浦川泰幸がパーソナリティを務める生ワイド番組）を新たに編成することに伴って、同年9月28日放送分で終了。最終回では、阪神を初めとする日本プロ野球の話題を「On-Site」として扱った関係で、過去にも数回出演している寺尾博和（日刊スポーツ西日本大阪本社編集委員）をパートナーに迎えた。